# Rial iranià
El rial iranià (en persa ریال یران rial Iran, o simplement ریال rial) és la moneda de l'Iran. El codi ISO 4217 és IRR i s'acostuma a abreujar Rl. Tradicionalment s'ha subdividit en 100 dinars (دينار), tot i que, a causa del poc valor de la moneda, ja fa temps que la fracció no està en circulació. De fet, a començament del 2009, el rial iranià era la cinquena unitat monetària de valor més baix del món.

## Història
El rial es va introduir per primera vegada el 1798 en forma de moneda amb un valor de 1.250 dinars, o el que era el mateix, un vuitè de toman, la unitat monetària d'aleshores. El 1825, arran de la decimalització de la moneda, es van deixar d'encunyar rials i va començar a circular el kran, d'un valor de 1.000 dinars (és a dir, un desè de toman).

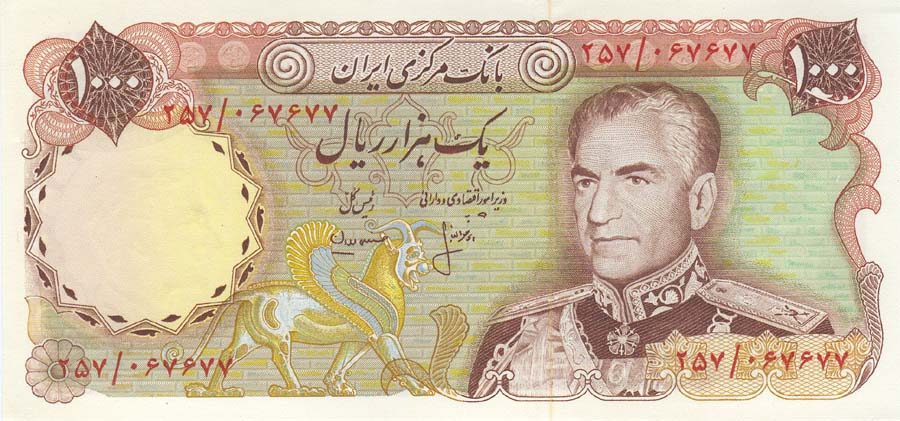
Antic bitllet de 1.000 rials amb l'efígie del xa Reza Pahlevi

El toman fou abandonat com a unitat monetària iraniana el 1932 i el rial va substituir de nou el kran, ara en termes paritaris i subdividit en 100 (nous) dinars. El toman ja no és cap denominació oficial però és un terme encara sovint utilitzat a l'Iran, amb el significat de 10 rials. De fet, la majoria dels iranians encara compten en tomans, no en rials. El 4 de maig de 2020 es va aprovar un projecte de llei per a la reintroducció del toman, però a raó de 10.000 rials per toman.

## Monedes i bitllets
Emès pel Banc Central de la República Islàmica de l'Iran (بانک مرکزی جمهوری اسلامی ايران Bank Markazi Jomhuri Eslami Iran), en circulen monedes de 50, 100, 250, 500 i 1.000 rials. Les monedes de 5 i 10 rials continuen tenint valor legal, però ja fa temps que no se n'encunyen de noves.
Pel que fa als bitllets, n'hi ha en circulació de 100, 200, 500, 1.000, 2.000, 5.000, 10.000, 20.000 i 50.000 rials. Això vol dir que el bitllet de valor més alt no arriba a valer ni 3,5 euros.

## Taxes de canvi
- 1 EUR = 44,488.464 IRR (17 de desembre de 2022)
- 1 USD = 42,022.197 IRR (17 de desembre de 2022)